# Octavian Ursu
Octavian Ursu (sinh ngày 15 tháng 11 năm 1994) là một cầu thủ bóng đá người România thi đấu ở vị trí tiền đạo cho Universitatea Cluj.